# Бобовіцько
Бобовіцько (пол. Bobowicko) — село в Польщі, у гміні М'єндзижеч Мендзижецького повіту Любуського воєводства.
Населення — 777 осіб (2011).

## Демографія
Демографічна структура станом на 31 березня 2011 року:
|          | Загалом | Допрацездатний вік | Працездатний вік | Постпрацездатний вік |
| -------- | ------- | ------------------ | ---------------- | -------------------- |
| Чоловіки | 382     | 74                 | 271              | 37                   |
| Жінки    | 395     | 86                 | 243              | 66                   |
| Разом    | 777     | 160                | 514              | 103                  |